# Đại Việt sử lược
Đại Việt sử lược (chữ Hán: 大越史略), còn có tên là Việt sử lược (越史略), là một cuốn lịch sử Việt Nam viết bằng chữ Hán của một tác giả khuyết danh, ra đời vào thời nhà Trần. Đây là một trong các cuốn sử biên niên thuộc hàng sớm nhất của Việt Nam còn được lưu truyền cho đến nay.
Tuy nhiên, bản còn lưu hành hiện nay là do sử quan nhà Thanh tên Tiền Hy Tộ (錢熙祚) biên soạn và in ấn lại theo lệnh của vua Càn Long trong thế kỷ 18, nên chỉ có tính tham khảo do không còn bản gốc để đối chứng.
Sử đời Trần còn nguyên vẹn viết về Đại Việt còn có quyển An Nam Chí Lược của Lê Tắc, một sử quan đi theo Trần Ích Tắc sống đời vong quốc tại Đại Nguyên từ thế kỷ 13.

## Tác giả và những vấn đề liên quan
Sách An Nam chí lược của Lê Tắc (hay Lê Trắc) đời Trần chép (dịch từ chữ Hán):
| “                                    | Trần Tấn (có bản chép Trần Phổ) được Thái Vương (Trần Thái Tông) dùng làm tả tàng, thăng đến hàn trưởng, từng làm (tác) sách Việt chí... Lê Hưu (tức Lê Văn Hưu, 1230 - 1322) là người có tài đức, làm phó quan của Chiêu Minh vương (Trần Quang Khải), thăng làm kiểm pháp quan, sửa (tu) Việt chí | ” |
| — Lê Tắc, An Nam chí lược, Quyển 15. | |   |

Theo đó và một số tài liệu khác, hai nhà sử học là Yamamoto Tatsuro (người Nhật Bản) và Trần Kính Hòa (người Hồng Kông) cho rằng có khả năng Lê Văn Hưu đã dựa vào Việt chí để soạn lại thành Đại Việt sử ký.
Đồng quan điểm này còn có hai nhà nghiên cứu người Xô viết (cũ) là P.V. Pozner và A.B. Poljakov. Lược kể theo A.B. Poljakov:
"Vào khoảng các năm 1127 - 1140, sử thần nhà Lý là Đỗ Thiên đã soạn ra bộ "sử ký" chép bao quát toàn bộ lịch sử nước Việt từ thời thượng cổ đến cuối triều Lý Nhân Tông (1127). Bộ sử này mang đậm tính chất truyền thống sử học Phật giáo.
"Sau đó, vào khoảng năm 1223 - 1240, sử thần nhà Trần là Trần Phổ đã hiệu đính lại tác phẩm này thành hai quyển I và II, đồng thời chép tiếp về nhà Lý, làm thành quyển III.
"Tác phẩm mới gồm 3 quyển này được gọi là Việt sử lược, chịu sự ảnh hưởng nhất định của Nho giáo, điều đó đặc biệt thấy rõ ở quyển III, là quyển do Trần Phổ đã biên soạn. Cuối cùng, trong khoảng năm 1377 - 1388, bộ Việt sử lược được Trần Phổ (hoặc một người khác) bổ sung thêm phần thế phổ nhà Trần (phụ bản), rồi đổi tên nó thành Đại Việt sử lược"
Sau đó trải bao binh lửa, Đại Việt sử lược bị thất truyền. Mãi đến thời Càn Long (trị vì: 1736 - 1795), sách mới được tìm thấy trong Khâm định tứ khố toàn thư của triều Thanh ở Trung Quốc. Để bổ cứu cho phần ngoại truyện của Tống sử và Nguyên sử, một nhà học giả đời Thanh là Tiền Hy Tộ (người Kim Sơn, nay thuộc tỉnh Giang Tô) đã tiến hành hiệu đính, cho khắc in, rồi đưa sách vào Tứ khố, nhờ vậy mà Đại Việt sử lược còn tồn tại cho đến ngày nay.
Cũng theo nhà Việt Nam học A.Poljakov, năm 1272, sử thần Lê Văn Hưu đã tiến hành xử lý lại toàn bộ công trình của Đỗ Thiên - Trần Phổ theo quan điểm của Nho giáo, và loại bỏ đoạn cuối viết về thời gian trị vì của Lý Chiêu Hoàng. Sau đó, nó trở thành bộ sử chính thống đầu tiên có tên gọi là Đại Việt sử ký. Tuy nhiên, không may mắn như Đại Việt sử lược, Đại Việt sử ký đã bị thất lạc và hiện nay chỉ còn lưu lại từng đoạn trong Đại Việt sử ký toàn thư của sử thần nhà Hậu Lê là Ngô Sĩ Liên.
Tuy nhiên, những lý giải trên không đủ thuyết phục một số nhà nghiên cúu Việt Nam, trong đó có Trần Quốc Vượng và Trần Văn Giáp. Sau khi dẫn chứng, Trần Văn Giáp có ý kiến đại ý như sau:
"Nói Lê Văn Hưu là tác giả bộ chính sử thứ nhất của Việt Nam vẫn là đúng đắn....Trước Đại Việt sử ký của ông, vẫn chưa có sách nào gọi là chính sử. Sách của Trần Chu Phổ có lẽ là sách Việt sử lược hay Đại Việt sử lược, cũng chỉ được coi như loại sách sử riêng, làm xong sau sách của Lê Văn Hưu, không được triều đình công nhận là chính sử chăng, nên không được phổ biến (có lẽ vì thế mà Ngô Sĩ Liên không nhắc đến hay dựa vào). Tuy nhiên, đây cũng chỉ mới là giả thuyết thôi".
Gần đây, sau khi phát hiện gia phả họ Trần ở Hà Tĩnh và công bố của PGS. TS. Trần Bá Chí (giáo sư đã căn cứ vào Quan du tạp lục của Nguyễn Hoằng Nghĩa để chứng minh giả thuyết), thì một số nhà nghiên cứu Việt Nam lại nghiên về phía: tác giả Việt sử lược chính là Sử Huy Nhan (? - 1421), người làng Ngọc Sơn (nay thuộc xã Đức Thuận huyện Đức Thọ, tỉnh Hà Tĩnh), đỗ Trạng nguyên năm Quý Mão (1363), viết Việt sử lược vào đời Trần Duệ Tông (1373 - 1377). Ông vốn họ Trần, nhưng giỏi sử nên được vua Trần đổi sang họ Sử. Nếu tin theo đây, thì Đại Việt sử lược là sách có sau.
Vì chưa đạt được sự đồng thuận về tác giả, về thời điểm ra đời của Đại Việt sử lược, nên phần nhiều các sách hiện nay đều ghi là "khuyết danh" và là sách thuộc đời Trần.

## Cấu trúc và giá trị
Đại Việt sử lược gồm ba quyển và một phụ bản:
- Quyển I chép các việc từ thượng cổ đến hết nhà Tiền Lê (tức đến năm vua Lê Ngọa Triều mất, 1009).
- Quyển II chép các việc nhà Lý, từ Lý Thái Tổ (trị vì: 1009 - 1028) đến Lý Nhân Tông (trị vì: 1072 - 1127).
- Quyển III chép tiếp về nhà Lý, từ Lý Thần Tông (trị vì: 1127 - 1138) đến Lý Huệ Tông (trị vì: 1211 - 1224).
- Phụ bản chép niên hiệu các vua nhà Trần.

Nói về giá trị của sách, GS. Nguyễn Khắc Thuần viết:
| “                                                                                           | "Đại Việt sử lược" là một trong những tác phẩm xuất hiện sớm nhất của lịch sử học Việt Nam...Dẫu nhìn từ bất cứ góc độ nào thì "Đại Việt sử lược" vẫn là một cuốn sách quý. Đọc "Đại Việt sử lược", không những bạn sẽ hiểu được diện mạo kinh tế và xã hội cũng như thế thứ các đời, không những hiểu được đặc trưng văn hóa dân tộc với nhiều thành tố phong phú khác nhau, mà còn hiểu được quan hệ bang giao của đất nước với các quốc gia trong khu vực...đã diễn ra trước triều Trần... | ” |
| — Trích Lời bạt in cuối sách Đại Việt sử lược (bản dịch của Nguyễn Gia Tường, tr. 307-308). | |   |

## Thông tin thêm
Trước khi đem khắc in, học giả Tiền Hy Tộ đã tiến hành hiệu đính, cho đổi tên sách là Việt sử lược, gọi nước Đại Việt là An Nam, đồng thời viết bài Tựa cho bộ sách, mà GS.TS. Trần Ngọc Thêm đã phê là có giọng điệu "thiên triều".
Trích một đoạn trong bài Tựa (dịch từ chữ Hán):
...Nước An Nam từ đời nhà Tống trở về sau, vẫn giữ lệ cống. Vậy mà dám nhân lúc triều trước (ý nói các triều đại bên Trung Quốc) loạn lạc, không ai chế ngự mới bèn chiếm trộm đế hiệu, lại còn ghi rõ trong sử sách để tự khoe khoang, càn quấy, thật là điều trái lẽ... Tuy vậy, các vua Ngô, Sở tiếm hiệu, kinh Xuân Thu đã chê (nhưng) mà nhà viết truyện cũng không bỏ mất sự thật của nó.
Cho nên dựa vào ngụy sử  (ý nói Đại Việt sử lược), theo lệ mà chép là để cho rõ cái tội của nó, và cũng để bổ cứu cho phần ngoại truyện của Tống sử và Nguyên (Mông Cổ) sử hiện chưa đầy đủ...

## Sách tham khảo
- Khuyết danh, Đại Việt sử lược (Nguyễn Gia Tường dịch, Nguyễn Khắc Thuần hiệu đính). Nhà xuất bản Thành phố Hồ Chí Minh, 1993.
- Khuyết danh, Việt sử lược (Trần Quốc Vượng dịch và chú giải). Nhà xuất bản Văn Sử Địa, Hà Nội, 1960.
- Ngô Sĩ Liên, Đại Việt sử ký toàn thư (Tập I, bản dịch). Nhà xuất bản Khoa học xã hội, Hà Nội, 1983.
- Trần Văn Giáp, Tìm hiểu kho sách Hán Nôm. Nhà xuất bản Khoa học xã hội, Hà Nội, 2003.